# 奈留町
奈留町（なるちょう）は、かつて長崎県の南松浦郡にあった町。2004年8月1日に福江市、南松浦郡富江町、玉之浦町、三井楽町、岐宿町と合併して五島市となった。

## 地理
五島列島奈留島に位置した。

## 歴史
- 1889年（明治22年）4月1日 - 町村制施行により南松浦郡奈留島村が成立する。
- 1957年（昭和32年）11月3日 - 町制・改称し、奈留町となる。
- 2004年（平成16年）8月1日 - 福江市、南松浦郡富江町、玉之浦町、三井楽町、岐宿町と合併し五島市となる。

## 地名
五島市合併時に末尾の「郷」を廃止。
- 浦郷（うら）
- 大串郷（おおくし）
- 泊郷（とまり）
- 船廻郷（ふなまわり）

## 教育
2004年（平成16年）7月31日時点。
小学校
- 奈留町立奈留小学校
- 奈留町立船廻小学校

中学校
- 奈留町立奈留中学校

高等学校
- 長崎県立奈留高等学校

## 観光・名所
- 宮の森総合公園
- 城岳緑地休養施設
- 千畳敷
- 舅ヶ島海水浴場
- 権現山原生林
- 江上教会